# Seehafen Mykolajiw
Der Seehafen Mykolajiw – auch einfach Hafen Mykolajiw, ukrainisch: Миколаївський морський торговельний порт (Meereshandelshafen Mykolajiw) – ist ein Hafen für den Güterverkehr in der Oblasthauptstadt Mykolajiw im Süden der Ukraine. Er bildet den zentralen Bereich der verschiedenen Handelshäfen von Mykolajiw, die zusammen mit den Häfen von Odessa zu den wichtigsten Umschlagplätzen der Ukraine am Schwarzen Meer gehören und eine große strategische Bedeutung in der Verkehrsinfrastruktur des Landes haben.
Bei der Ausfuhr von Pflanzenöl aus der Ukraine nimmt der Seehafen Mykolajiw den ersten Platz ein. 2021 verarbeiteten und verluden die Ölmühlen in der Nähe des Hafens 2,88 Millionen Tonnen Pflanzenöl.
Der Betrieb wird Seehafen Mykolajiw genannt, um ihn vom Flusshafen von Mykolajiw zu unterscheiden, einem anderen alten Hafen bei der Stadt, der vorwiegend der Binnenschifffahrt dient. Im Flusshafen befindet sich die Basis der Personenschifffahrt bei Mykolajiw, für die es im Seehafen keine Landestelle gibt.

## Lage
Der Seehafen nimmt einen mehrere Kilometer langen Abschnitt am linken Ufer des Südlichen Bug ein. Der Fluss bildete in der südukrainischen Landschaft kurz vor der Mündung in den Dnepr-Bug-Liman durch eine weite Schlaufe eine Halbinsel, auf welcher die Altstadt von Mykolajiw liegt. Nördlich dieser Fläche mündet der Inhul in den Bug, der sich auf der Südseite der Halbinsel in einer weiteren Schlaufe gegen Süden wendet. Die Außenseite dieses Bogens eignete sich mit einem schmalen, flachen Uferstreifen gut für die Anlage von Landestellen. Das Hafengebiet befindet sich im Stadtrajon Zawodskyi.
Der Südliche Bug ist unterhalb von Mykolajiw mehr als zwei Kilometer breit und erlaubt dank seiner ausreichenden Tiefe Hochseeschiffen mit großem Tiefgang die Zufahrt bis zur Stadt.

## Geschichte
Der erste Hafen der im späten 18. Jahrhundert von Potjomkin vor allem mit russischen Siedlern gegründeten Stadt Nikolajew (heute Mykolajiw) befand sich in gut geschützter Lage nördlich der Halbinsel im Mündungsbereich des Inhul. Seit den Anfängen der Stadt hatte die Schiffbauwerft in diesem Flussabschnitt eine große Bedeutung für die russische Marine, zwischenzeitlich befand sich auch die Admiralität ihrer Schwarzmeerflotte in der Stadt. 1821 verlegte die Stadt den Handelshafen vom Inhul auf die Südseite der Halbinsel, die vom Schwarzen Meer aus besser erreichbar war. Am Inhul verblieb der Standort der Werft Mykolajiw, die sich stetig weiterentwickelte und ein wichtiger Schiffbaubetrieb für die russische, die sowjetische und die ukrainische Marine war.
Am Ufer südlich der Stadt entstand der neue Handelshafen, dessen Infrastruktur sich allmählich mit der Entwicklung des maritimen Güterverkehrs veränderte. Erst nach dem Bau der Eisenbahnlinie nach Nikolajew in den 1870er Jahren nahm der Güterexport über den Hafen einen bedeutenden Aufschwung. Eisenerz, Kohle, Baumaterial und Agrarprodukte wurden in großer Menge umgeschlagen. Mit dem Ausbau des langen Kais und über eine Eisenbahnmole war die Güterverladung auf die Schiffe besser möglich. Die Bahnstrecke zum ersten, 1873 eröffneten Stadtbahnhof, dem heutigen Güterbahnhof Mykolajiw, führte von Osten nahe am Seehafen vorbei und war mit Industriegleisen mit dem Hafen verbunden.
1893 nahm der staatliche Hafenspeicher Mykolajiw direkt am Kai den Betrieb auf. Das Lager- und Verladegebäude wurde 1930 durch einen Neubau ersetzt, der als der größte Getreidespeicher Europas galt und nach einigen technischen Veränderungen noch heute besteht.
Dank des Ausbaus der Hafenanlagen im 20. Jahrhundert sind die Anlegestellen für Frachtschiffe und Öltanker mit einem Tiefgang von bis zu 10,2 m zu erreichen. Größere Schiffe werden außerhalb des Hafens mit Schwimmkränen beladen. Handelsgüter sind unter anderem Erz, Kohle, Gestein, Metall, Maschinen, Stückgut, Mineralölprodukte, Getreide, Pflanzenöl und andere Landwirtschaftsprodukte. Im südlichen Hafenbereich liegt ein Flüssigguthafen mit spezialisierten Liegeplätzen für Öltanker und einem Tanklager.

Historische Ansichten vom Seehafen
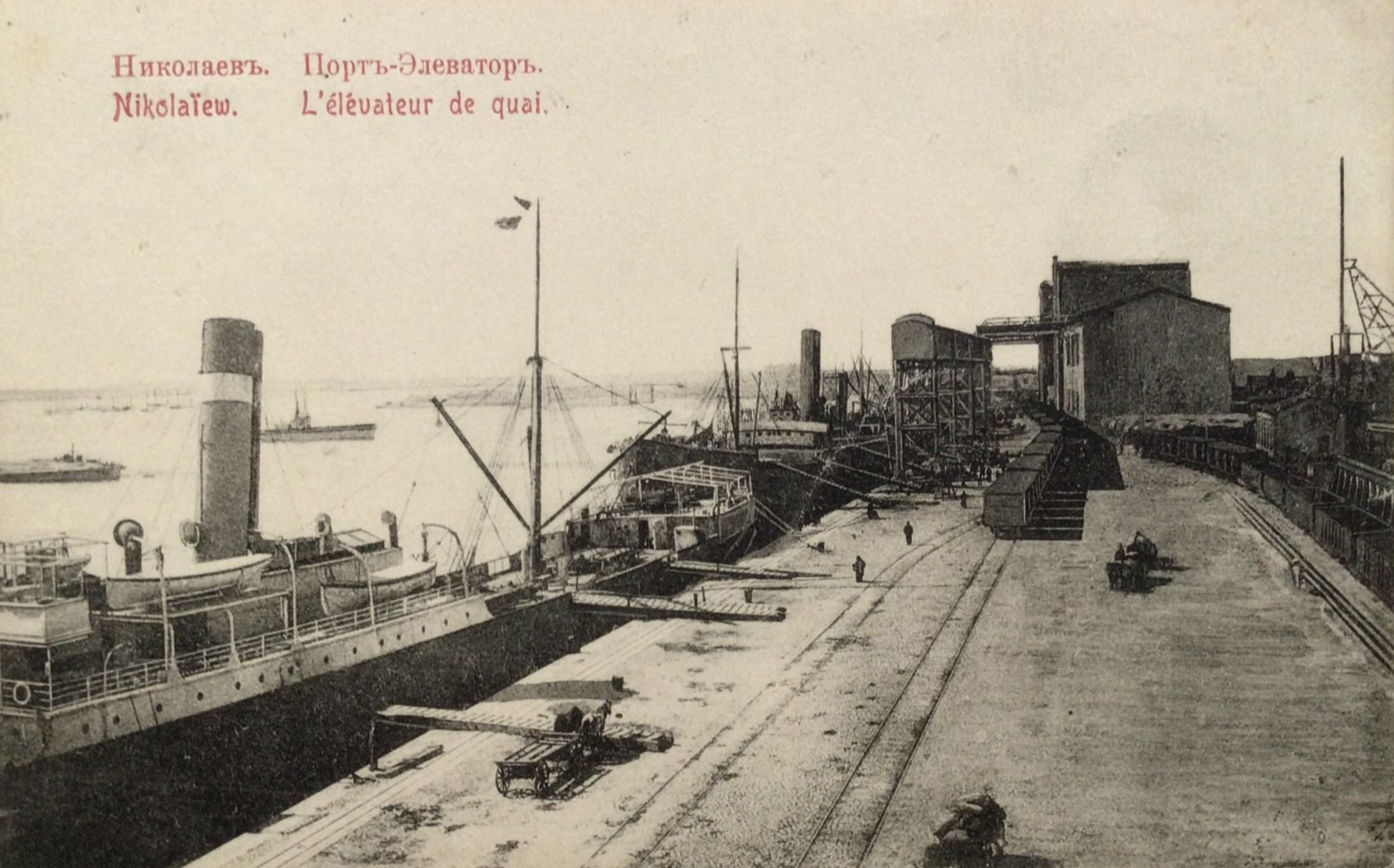
Getreideverschiffung im Hafen von Mykolajiw um 1900
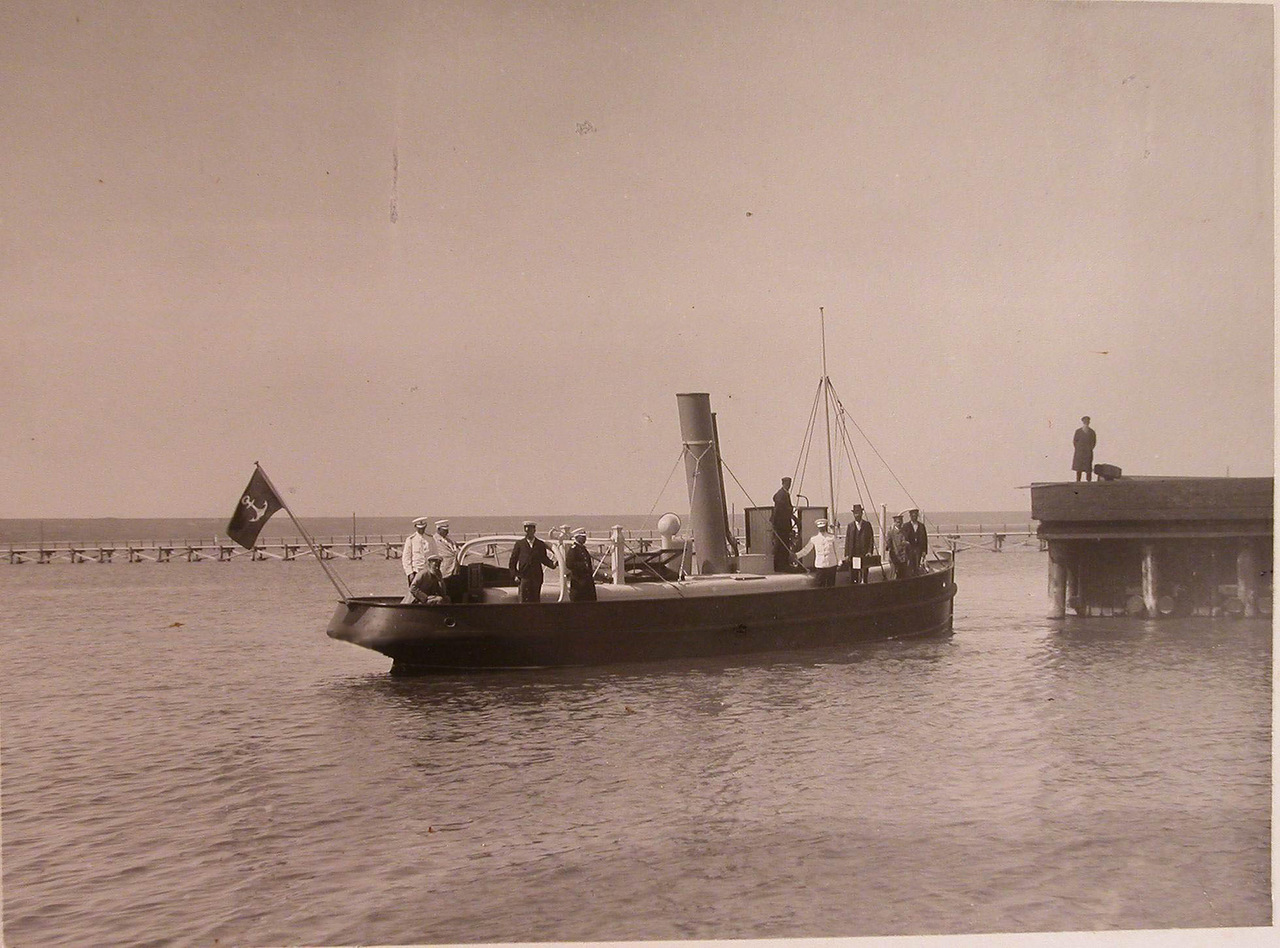
Dampfschlepper im Hafen von Mykolajiw um 1900
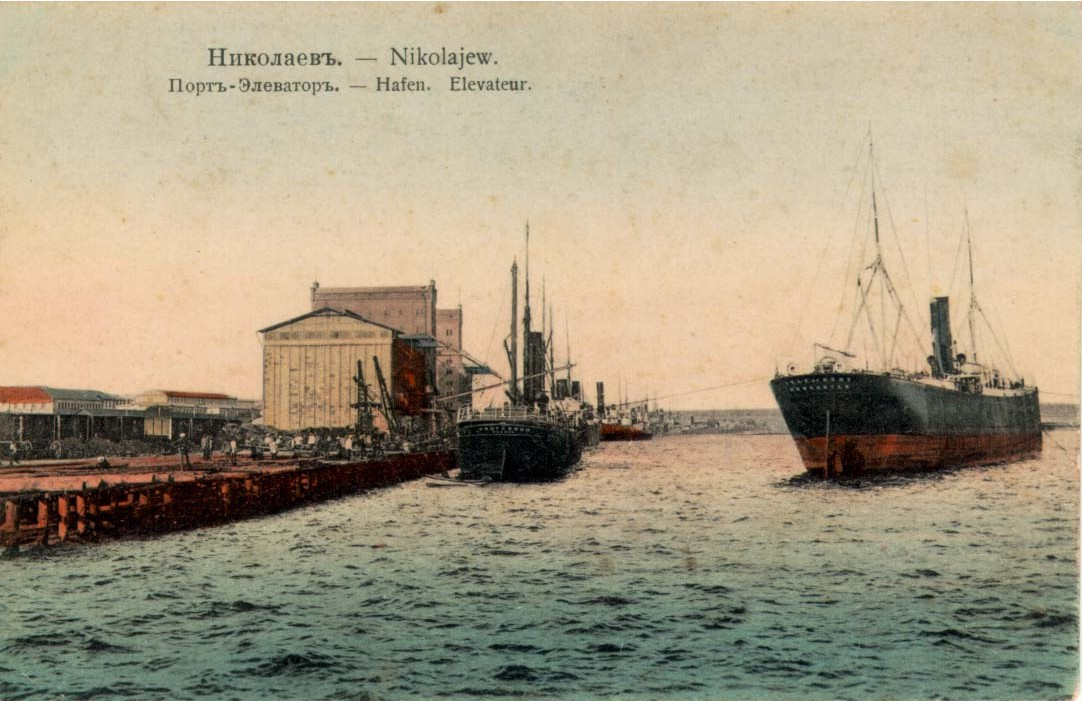
Frachtschiffe und Getreidesilo im Hafen von Mykolajiw. Undatierte Postkarte
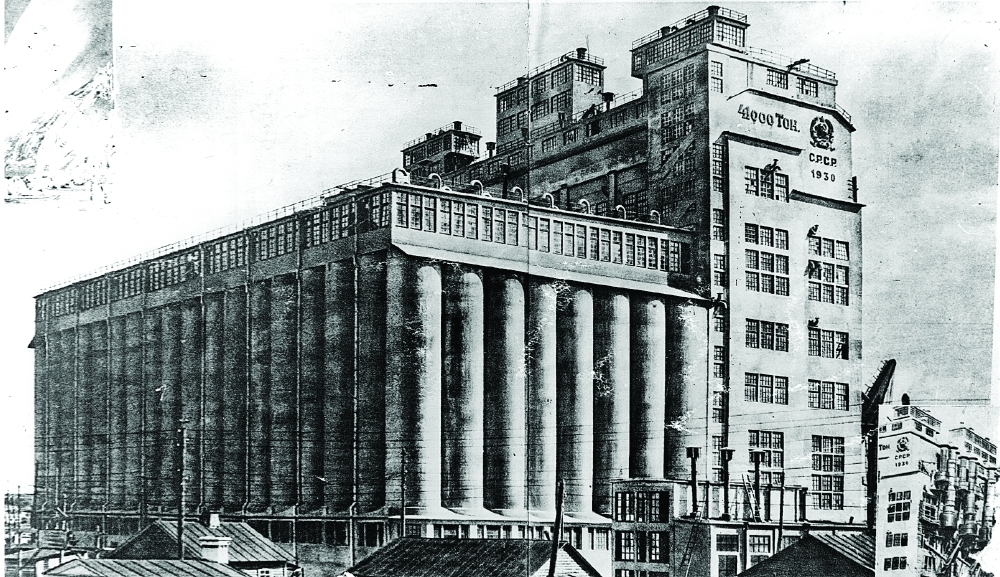
Getreidesilo der sowjetischen Exportindustrie im Hafen von Mykolajiw. Bauzeit 1930

## Gegenwart

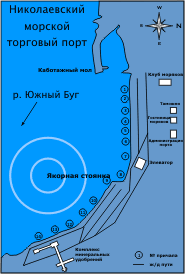
Schema des Seehafens Mykolajiw

Die Hafenverwaltung des Seehafens, die ihren Sitz an der Zavodskastraße hat, untersteht der staatlichen ukrainischen Meereshäfenverwaltung im Infrastrukturministerium der Ukraine und ist für die Sicherheit und die Abwicklung des Verkehrs und für den Einsatz von Eisbrechern im Winter verantwortlich.
Viele staatliche, private und auch internationale Unternehmen sind am Güterumschlag im Hafen beteiligt und haben Lagerplätze, Speicher und Verladeterminals errichtet. Wichtige Firmen, die den Getreideexport über den Seehafen von Mykolajiw abwickeln, sind unter anderem Ahroalfa, NCSP, Orexim, Glencore, Cofco, Kernel Holding und Posco. 2020 erwarb die Handelsfirma Glencore Agriculture Limited den im Jahr 2010 vom ukrainischen Handels- und Logistikkonzern Orexim errichteten Flüssiggutterminal Everi, der auf die Lagerung und Verschiffung von Pflanzenöl spezialisiert ist und eine Lagerkapazität von 160.000 Tonnen hat. Die 2004 gegründete Firma Orexim erwarb ihrerseits 2011 einen großen Getreidespeicher, der früher der ukrainischen KHP gehört hatte, und 2016 eine Getreidemühle in Mykolajiw und baute anschließend einen neuen Getreidespeicher nördlich des Hafengebiets. 2018 bis 2019 errichtete Orexim in Partnerschaft mit dem südkoreanischen Konzern Posco Daewoo südlich der Speicheranlagen eine neue Schüttgutstation für Getreide.
Die 1993 gegründete Exportfirma Ukrkharchozbutsyrovyna betreibt am Seehafen von Mykolajiw einen Terminal für flüssige Güter und baute zudem von 2015 bis 2019 einen auf der Straße und mit der Bahn erreichbaren Getreidespeicher mit der Kapazität von 240.000 Tonnen im neuen Dnepr-Bug-Seehafen.
Von 2014 bis 2016 errichtete das Handelsunternehmen Cofco International, nachdem es die ukrainische Agrar- und Logistikfirma Noble übernommen hatte, einen Getreidespeicher mit einem eigenen Anlegeplatz im Seehafen von Mykolajiw.
Im Westen des großen Handelshafens liegen die Areale der staatlichen Schwarzmeer-Werft und des 1991 gegründeten ukrainischen Landwirtschafts- und Transportkonzerns Nibulon.
In der zweiten Hälfte des 20. Jahrhunderts baute die Hafenverwaltung zusammen mit privaten Firmen weit außerhalb der Stadt Mykolajiw, näher am Meer, neue Hafenbereiche, um die Kapazität des Seehafens zu vergrößern.
Die Tätigkeit der Häfen und vieler anderer Unternehmen in Mykolajiw wurde während des Überfalls von Russland auf die Ukraine 2022 wegen des Angriffs russischer Truppen auf Mykolajiw, Bombardierungen der Stadt, der Verkehrsinfrastruktur und von Tanklagern im Hafengebiet sowie einer Seeblockade im Schwarzen Meer erheblich gestört. Eine russische Rakete traf am 2. März 2022 das im Hafen vor Anker liegende Handelsschiff Banglar Samriddhi aus Bangladesch und richtete große Schäden an.

Der Seehafen in jüngster Zeit
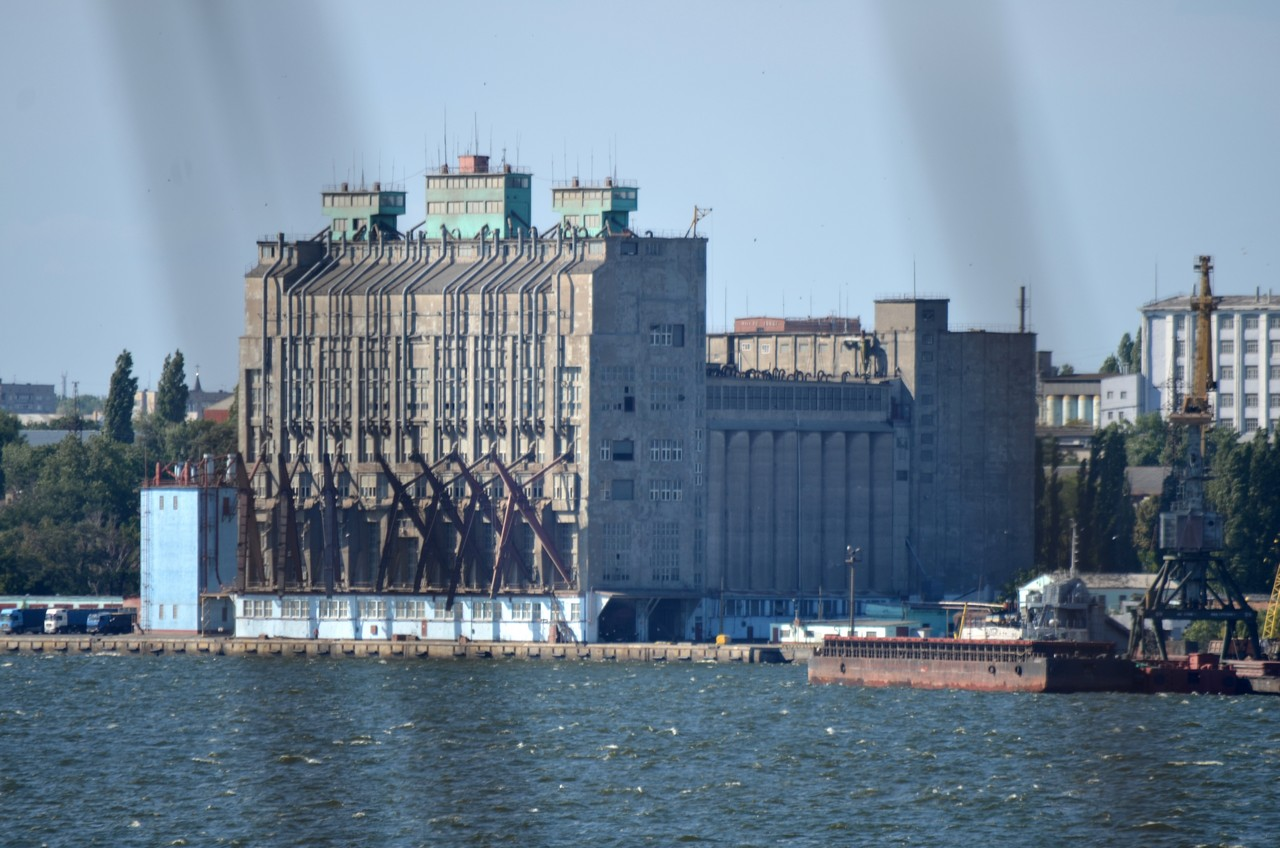
Getreidespeicher (2013)
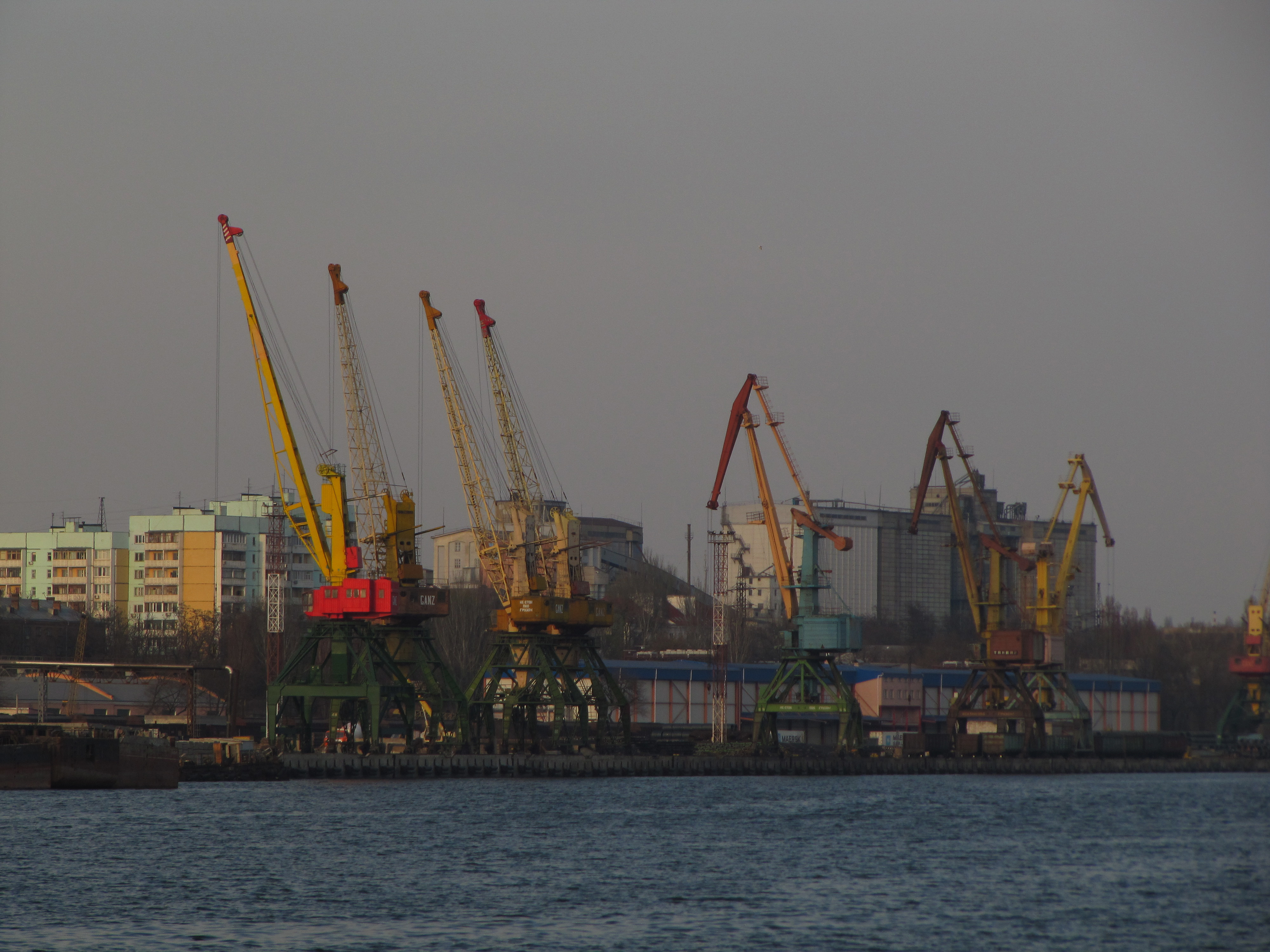
Hafenkräne (2010)